# Distrito de Omacha
El distrito de Omacha es uno de los nueve distritos de la provincia de Paruro, ubicada en el departamento de Cusco, bajo la administración del Gobierno regional de Cuzco.
La provincia de Paruro desde el punto de vista de la jerarquía eclesiástica está comprendida en la arquidiócesis del Cusco.

## Historia
Oficialmente, el distrito de Omacha fue creado el 2 de enero de 1857 mediante ley dada en el gobierno del presidente Ramón Castilla, ésta siendo modificada en 2008 en el mandato del prof. Jenaro Arahuallpa, la fecha de celebración por los pobladores mediante acuerdo multisectorial y desde entonces celebrándose cada 25 de abril.

## Geografía
El Distrito se encuentra en el sur de la Provincia de Paruro, en la parte central y oeste del Departamento del Cusco; tiene una superficie de 436,21 km², con una población de 5972 habitantes, según el censo de 2017; el punto más bajo corresponde a los 2 850 m s. n. m. y el pico más alto tiene una altitud de 4 806 m s. n. m. La capital es el poblado de Omacha, situado a 3 887 m s. n. m.; pero la municipalidad de dicho distrito se encuentra ubicada en Antayaje a los 4 260 m s. n. m.

## Hidrografía
Está conformada por tres cuencas hidrográficas de segundo orden, tributarias de Livitaca y dos microcuencas o cuencas hidrográficas de segundo orden tributarias o pertenecientes a la gran cuenca del Apurímac; las tres microcuencas del Livitaca, que vierten sus aguas por la margen izquierda, son Llanquemayo, Chullumayo y Chuñumuro; y los dos ríos que vierten sus aguas directamente al Apurímac, también por el margen izquierdo, son el Patenca y el Sillota.

## Administración
Las subcuencas tienen zonas que pertenecen a la región Quechua, Suni y Puna; del punto de vista político - administrativo este distrito está conformada por 9 comunidades campesinas, algunas de ellas cuentan hasta con 4 anexos, como es el caso de la comunidad de Antapallpa.

## Demografía del distrito de Omacha
La densidad poblacional es de 13 habitantes por kilómetro cuadrado. Las comunidades campesinas tienen un promedio de 125 familias y una media de 3.12 miembros por familia. La población por sexo tiene una ligera ventaja femenina (101 mujeres por cada 100 varones).
La población económicamente activa (PEA), que incluye a todas las personas entre los 15 y los 64 años, fluctúa por el 52.4 % de la población total y la principal actividad es la agropecuaria que comprende al 81 % de la PEA..

## División política
Según el mapa de pobreza en el Perú, es uno de los distritos donde la población vive en extrema pobreza tanto a nivel de todo el departamento del Cusco como a nivel nacional.

### Capitales
- Capital Oficial: Omacha[5]
- Capital Administrativa: Antayaje[9]

### Centros poblados
Actualmente el distrito cuenta con 72 centros poblados, de los cuales 2 son centros poblados menores, 9 comunidades campesinas y el resto son caseríos y anexos.

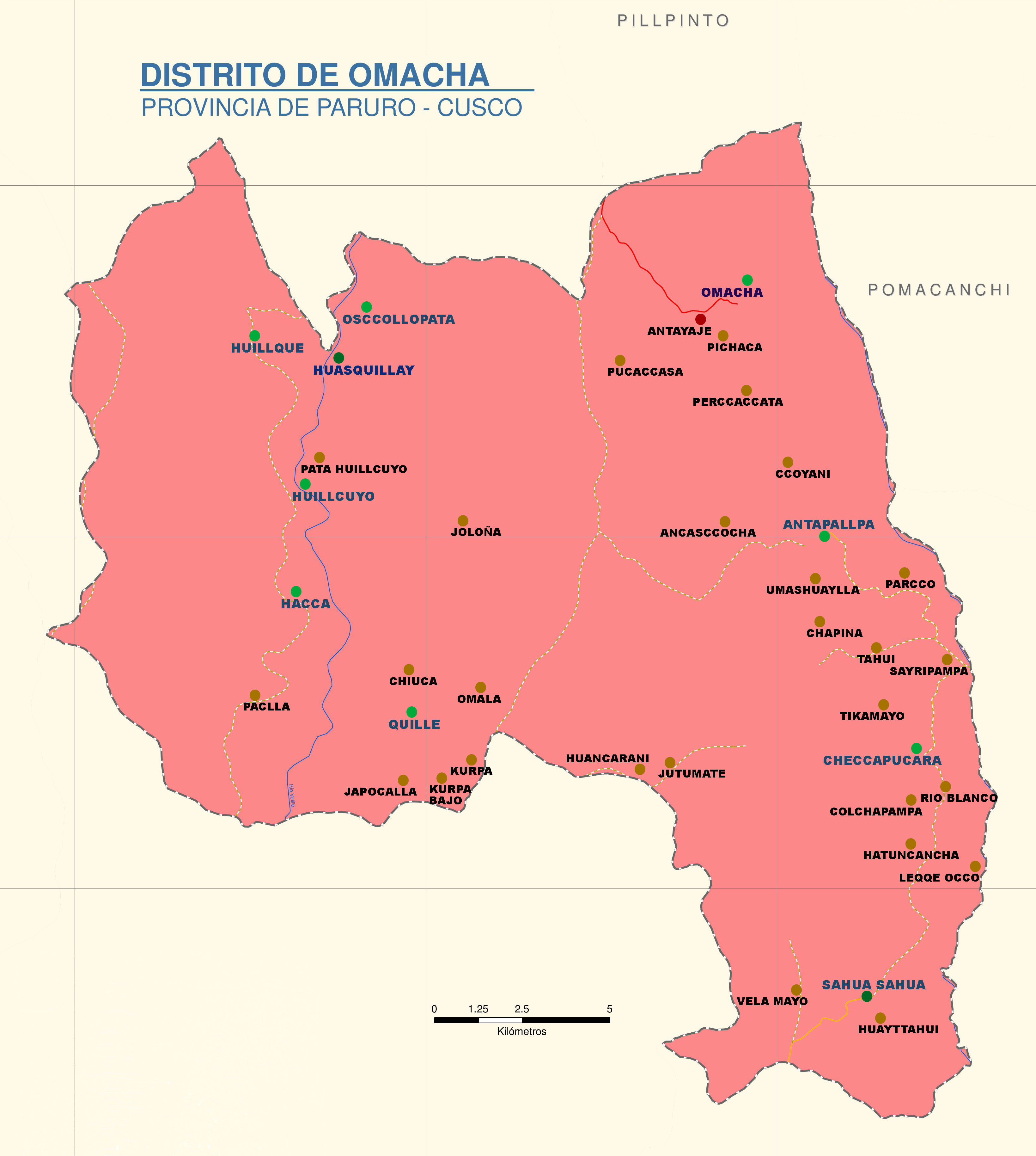
Mapa del distrito de Omacha con sus comunidades y anexos.

Centros poblados menores
- Huasquillay
- Sahua Sahua

Comunidades Campesinas
| - Omacha - Antayaje - Pichaca - Ccoyani - Perccaccata - Osccollopata - Huasquillay - Ccaccasiqui - Hantapata - Sauro | - Antapallpa - Chapina - Tahui - Umashuaylla - Barrio Cotacpampa - Barrio Rosaspata - Antaparara - Parcco - Ancasccocha - Vista Alegre | - Checcapucara - Hatuncancha - Colchapampa - Tikamayo - Sahua Sahua - kurpa-Japucalla - Cercopampa - Lacca Lacca - Huayttahui - Huancarani - Huanacopampa | - Quille - Kurpa - Omala - Chiuca - Huillcuyo - Pata Huillcuyo - Joloña - Huillque - Hacca - Paclla |  |

## Autoridades

### Municipales
- 2023 - 2026[11][12]
  - Alcalde: Ronald Oviedo Huamani, de Alianza para el Progreso.

## Educación
En cuanto a la educación, la tasa de analfabetismo en varones llega al 12,8 % y en las mujeres al 50,2 %. Hoy en día el distrito cuenta con dieciocho y cinco instituciones educativas primarias y secundarias que se mencionan a continuación:
| PRIMARIAS | SECUNDARIAS |
| --- | --- |
| 1. Escuela 501208 - ANTAYAJE 2. Escuela 501245 - HUANCARANI 3. Escuela 501264 - CHAPINA 4. Escuela 50365 - OMACHA 5. Escuela 50366 - ANTAPALLPA 6. Escuela 50367 - CHECCAPUCARA 7. Escuela 50368 - OSCCOLLOPATA 8. Escuela 50369 - HUILLQUE 9. Escuela 50370 - QUILLE 10. Escuela 50371 - HUILLCUYO 11. Escuela 50407 - CCOYANI 12. Escuela 50408 - HACCA 13. Escuela 50803 - SAHUA SAHUA 14. Escuela 50889 - PACLLA 15. Escuela 50923 - TAHUI 16. Escuela 50993 - PERCCACCATA 17. Escuela 51019 - KURPA 18. Escuela 51051 - HATUNCANCHA | 1. Colegio N.º 50803 DE SAHUA SAHUA 2. Colegio JOSE ANTONIO ENCINAS DE ANTAPALLPA 3. Colegio ROSA DE AMERICA DE CHECCAPUCARA 4. Colegio SEÑOR DE HUANCA OSCCOLLOPATA 5. Colegio SAN ISIDRO DE ANTAYAJE |

## Equipamientos de salud
Los servicios de salud se prestan a través de cuatro puestos de salud que funcionan en: Antayaje (Nueva Omacha), Antapallpa, Sahua Sahua y Huasquillay. En la niñez la desnutrición crónica llega al 80.1 %, donde 4 de cada 5 niños no son adecuadamente alimentados por sus padres.

## Clima
| Parámetros climáticos promedio de Omacha - (2022) | Parámetros climáticos promedio de Omacha - (2022) | Parámetros climáticos promedio de Omacha - (2022) | Parámetros climáticos promedio de Omacha - (2022) | Parámetros climáticos promedio de Omacha - (2022) | Parámetros climáticos promedio de Omacha - (2022) | Parámetros climáticos promedio de Omacha - (2022) | Parámetros climáticos promedio de Omacha - (2022) | Parámetros climáticos promedio de Omacha - (2022) | Parámetros climáticos promedio de Omacha - (2022) | Parámetros climáticos promedio de Omacha - (2022) | Parámetros climáticos promedio de Omacha - (2022) | Parámetros climáticos promedio de Omacha - (2022) | Parámetros climáticos promedio de Omacha - (2022) |
| Mes                                               | Ene.                                              | Feb.                                              | Mar.                                              | Abr.                                              | May.                                              | Jun.                                              | Jul.                                              | Ago.                                              | Sep.                                              | Oct.                                              | Nov.                                              | Dic.                                              | Anual                                             |
| ------------------------------------------------- | ------------------------------------------------- | ------------------------------------------------- | ------------------------------------------------- | ------------------------------------------------- | ------------------------------------------------- | ------------------------------------------------- | ------------------------------------------------- | ------------------------------------------------- | ------------------------------------------------- | ------------------------------------------------- | ------------------------------------------------- | ------------------------------------------------- | ------------------------------------------------- |
| Temp. máx. media (°C)                             | 12.4                                              | 12.3                                              | 12.4                                              | 12.3                                              | 12                                                | 11.8                                              | 11.7                                              | 13                                                | 13.8                                              | 14                                                | 14.1                                              | 13.1                                              | 12.7                                              |
| Temp. media (°C)                                  | 7.6                                               | 7.6                                               | 7.6                                               | 7.2                                               | 6.6                                               | 6                                                 | 5.6                                               | 6.5                                               | 7.5                                               | 7.9                                               | 8.4                                               | 8                                                 | 7.2                                               |
| Temp. mín. media (°C)                             | 4.2                                               | 4.2                                               | 4                                                 | 2.9                                               | 1.3                                               | 0.2                                               | -0.4                                              | 0.4                                               | 2.1                                               | 3.2                                               | 3.9                                               | 4.1                                               | 2.5                                               |
| Precipitación total (mm)                          | 232                                               | 209                                               | 179                                               | 84                                                | 32                                                | 18                                                | 19                                                | 29                                                | 56                                                | 110                                               | 136                                               | 192                                               | 1296                                              |
| Días de lluvias (≥ 1 mm)                          | 21                                                | 19                                                | 21                                                | 16                                                | 7                                                 | 4                                                 | 4                                                 | 7                                                 | 13                                                | 18                                                | 18                                                | 20                                                | 168                                               |
| Humedad relativa (%)                              | 78                                                | 78                                                | 78                                                | 74                                                | 64                                                | 56                                                | 55                                                | 54                                                | 59                                                | 66                                                | 67                                                | 74                                                | 66.9                                              |
| Fuente: climate-data.org                          |                                                   |                                                   |                                                   |                                                   |                                                   |                                                   |                                                   |                                                   |                                                   |                                                   |                                                   |                                                   |                                                   |

## Festividades
- Virgen de la Natividad.
- Virgen del Rosario.
- Virgen Asunta.